# Łomża (Bier)

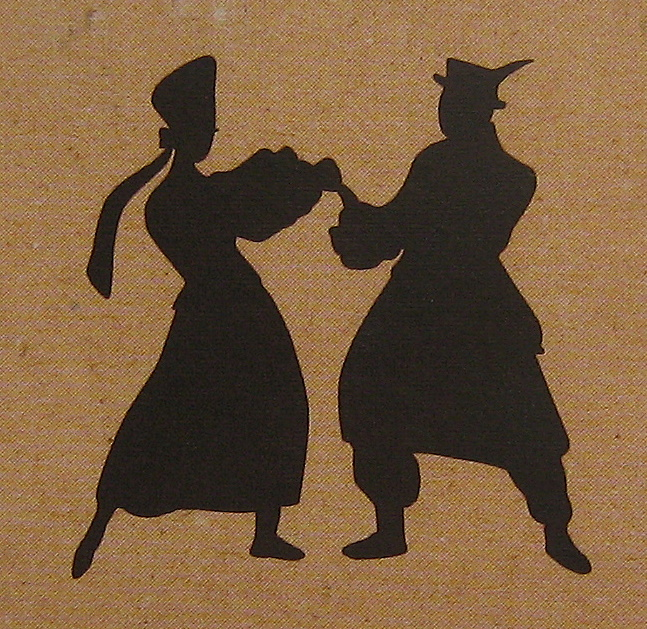
Logo

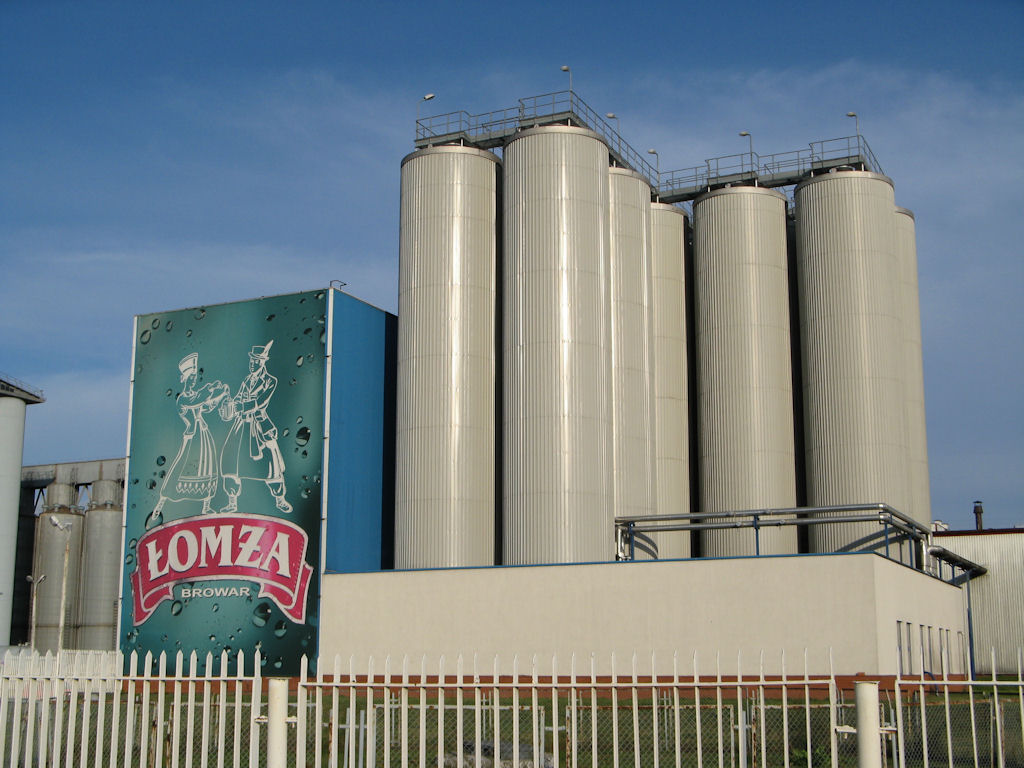
Brauerei Łomża

Łomża ist ein helles Bier aus Polen mit einem Alkoholgehalt von 5,7 % Vol. Es wird in der Brauerei in Łomża gebraut, die zum Van-Pur-Konzern gehört, einem deutsch-polnischen Joint Venture. Die Tradition des Bierbrauens in Łomża stammt aus dem Mittelalter, die derzeitige Brauerei entstand Mitte des 20. Jahrhunderts. Neben Łomża gehören zur Grupa Żywiec weitere Biermarken wie Brok, Złoty Kur, Korona Książęca, Dock und Cherri. Im Logo ist ein Paar in Trachten aus der Kurpie, der historischen Landschaft um Łomża, die Frau dem Mann aus einem Krug Bier einschenkend abgebildet.